# Gillian Sanders
Gillian Sanders (Johannesburgo, 15 de octubre de 1981) es una deportista sudafricana que compite en triatlón. Ganó diez medallas en el Campeonato Africano de Triatlón entre los años 2011 y 2021.

## Palmarés internacional
| Campeonato Africano | Campeonato Africano      | Campeonato Africano | Campeonato Africano |
| Año                 | Lugar                    | Medalla             | Prueba              |
| ------------------- | ------------------------ | ------------------- | ------------------- |
| 2011                | Maputo (Mozambique)      | Medalla de plata    | Individual          |
| 2012                | Morne Brabant (Mauricio) | Medalla de oro      | Individual          |
| 2013                | Agadir (Marruecos)       | Medalla de oro      | Individual          |
| 2014                | Troutbeck (Zimbabue)     | Medalla de oro      | Individual          |
| 2015                | Sharm el-Sheij (Egipto)  | Medalla de oro      | Individual          |
| 2016                | Buffalo City (Sudáfrica) | Medalla de plata    | Individual          |
| 2017                | Hammamet (Túnez)         | Medalla de oro      | Individual          |
| 2018                | Rabat (Marruecos)        | Medalla de oro      | Individual          |
| 2019                | Shandrani (Mauricio)     | Medalla de oro      | Individual          |
| 2021                | Sharm el-Sheij (Egipto)  | Medalla de plata    | Individual          |